# Evgen Lah
Evgen Lah, slovenski proučevalec ožje domovine, uradnik, pisatelj in statistik, * 15. avgust 1858, Vipava, † 2. februar 1930, Ljubljana.

## Življenjepis
Lah je obiskoval ljudsko šolo v Škofji Loki, nižjo gimnatijo v Kranju, višjo pa v Ljubljani, kjer je 1876 z odliko maturiral; nato je na dunajski univerzi študiral geografijo in statistiko, a je zaradi bolezni prekinil študij ter postal uradnik pri trgovski in obrtni zbornici v Ljubljani (1882–83), v šolskem letu 1883–1835 je bil pomožni učitelj na ljubljanski gimnaziji, prestopil 1886 v magistratno službo, kjer je napredoval do magstratnega nadsvetnika in delal kot šolski poročevalec (1889–1900, 1907–24), potem je postal  komunalni statistik. To službo je opravljal do svoje upokojitve.

## Delo
Lah je tedanje skromno slovensko domoznansko literaturo obogatil z opisi kranjskih| jezer, kranjskih planin, kraških jam z zemljepisnimi črticami o Bohinju, radovljiški ravnini, Tržiču in Kranju ter s statističnimi članki in razpravami iz kranjske meteorologije, o kranjskem prebivalstvu v letu 1881, pogovornem jeziku na Kranjskem, kranjskem duhovništvu. Njegovo berilo v pisateljskem podpornem društvu napisano 1885 z naslovom O pomenu naših krajevnih imen je bolj zabavnega kot znanstvenega značaja. Po uradnem izkazu o razdelitvi ljubljanskega poglavarstva iz leta 1817 je podal političen opis Kranjske iz tega časa in ga primerjal z novejšimi razmerami. Iz večjega samostojnega dela je posnet Statistischer Bericht der Handels- u. Gewerbekammer f. Krain in den Jahren 1876–80 (Lj. 1882). Za »Oesterr. Städtebuch« je sestavljal letne statistične podatke o Ljubljani (Wien 1886–1908). Po svojem nemškem poročilu za VI. mednarodni kongres za higieno in demografijo, ki se je 1887 vršil na Dunaju, je napisal razpravo o Ljubljani. Sestavil je Zgodovino in statistični pregled ljubljanskih ljudskih šol (v Poročilu o lj. ljud. šolah 1889–90), poročal o ljubljanskem ljudskem šolstvu ob začetku šolskega leta 1890/1891, o avstrijskem srednjem šolstvu, o avstrijskem ljudskem šolstvu v dobi 1828–1885  in o avstrijskem šolstvu  leta 1890 s posebnim ozirom na Kranjsko. Po uradnih virih je sestavil statistično paralelo o ljubljanskem ljudskem štetju in o ljubljanskih občinskih volitvah v obdobju od 1866 do 1903.